# Anna Moffo
Répertoire
classicisme, bel canto vérisme italien, notamment :
- La traviata
- Les Contes d'Hoffmann
- La sonnambula
- Lucia di Lammermoor

Anna Moffo, née le 27 juin 1932 à Wayne (Pennsylvanie) et morte le 9 mars 2006 à New York, est une soprano américaine d'origine italienne associée au répertoire lyrique-colorature italien et français. Elle est également actrice durant les années 1960, principalement dans le cinéma italien.

## Biographie

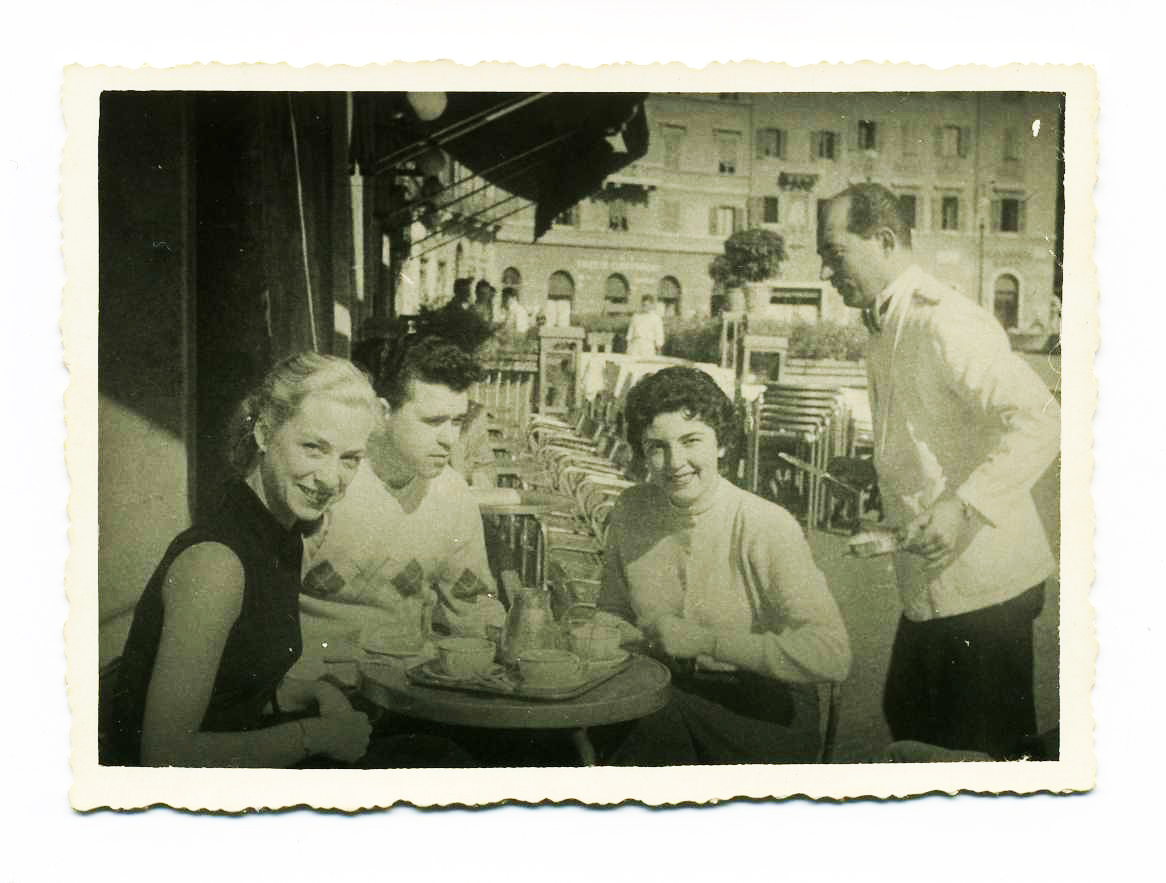
Anna Moffo (à droite) à Rome en 1954.

Née à Wayne (Pennsylvanie) (en), de parents italiens, Anna Moffo étudie au Curtis Institute de Philadelphie avec Eufemia Giannini-Gregory (la sœur de la soprano Dusolina Giannini). Après avoir obtenu une bourse Fulbright en 1954, elle part poursuivre sa formation en Italie à l'Académie nationale Sainte-Cécile à Rome où elle étudie auprès de Mercedes Llopart et Luigi Ricci.
Elle fait ses débuts au festival de Spolète en 1955 dans le rôle de Norina de l'opéra Don Pasquale. L'année suivante, encore inconnue et peu expérimentée, elle participe à une production télévisée de la RAI dans le rôle de Cio-Cio-San de Madame Butterfly, qui fait d'elle une vedette dans toute l'Italie. Les offres affluent dès lors et elle participe à deux autres productions télévisées, Falstaff (Nanetta) et le rôle-titre de La sonnambula. Toujours en 1956, elle fait ses débuts au festival d'Aix-en-Provence dans Don Giovanni (Zerlina). Elle enregistre pour EMI Nanetta dans Falstaff sous la direction d'Herbert von Karajan et Musetta dans La Bohème aux côtés de Maria Callas et de Giuseppe Di Stefano.
En 1957, elle fait ses débuts à Vienne, Salzbourg et Milan, puis ses débuts américains à l'Opéra lyrique de Chicago dans le rôle de Mimi de La Bohème auprès de Jussi Björling.
Ses débuts au Metropolitan Opera de New York ont lieu le 14 novembre 1959 dans le rôle de Violetta de La Traviata, qui deviendra très rapidement son rôle-fétiche. Elle chantera régulièrement au Metropolitan Opera pendant dix-sept saisons, interprétant entre autres Lucia, Gilda, Adina, Liù, Marguerite, Juliette, Manon, La Périchole, les quatre héroïnes des Contes d'Hoffmann, Pamina, Nedda, Mélisande, etc. Elle est invitée également au San Francisco Opera, où elle débute en 1960 dans La sonnambula. Parallèlement, elle fait de nombreuses apparitions à la télévision américaine, tout en poursuivant une carrière internationale à Londres, Berlin, Paris, etc.
En 1960 également, elle incarne la cantatrice Giuseppina Grassini dans l'Austerlitz d'Abel Gance.
Anna Moffo demeure très populaire en Italie où elle se produit régulièrement et anime en 1964 et 1967 sa propre émission à la télévision, The Anna Moffo Show.
Surnommée La Bellissima, elle est élue comme l'une des dix plus belles femmes d'Italie. Attirée par le cinéma, elle participe à des versions cinématographiques de La traviata (1968) et Lucia di Lammermoor (1971) et joue dans quelques films non musicaux.
À la suite de sérieux problèmes vocaux en 1974, elle doit interrompre son activité durant deux ans. 
Dans une interview donnée en 1977 au Times, elle avoue « s’être ruiné la santé, en voyageant beaucoup trop, en accumulant trop d’activités. J’étais impliquée à l’opéra, dans le cinéma, à la télévision. Psychologiquement, je me sentais très mal. Toujours loin, toujours seule. Mais, je ne pense jamais avoir mal chanté jusqu’au moment où je me suis sentie trop fatiguée ».
Sa dernière apparition a lieu lors du gala du centenaire du Metropolitan Opera, le 22 octobre 1983, alors qu'elle chante un duo de la comédie musicale Maytime avec Robert Merrill.
Elle passe ses dernières années à New York, où elle meurt des suites d'un cancer du sein.
Anna Moffo a enregistré la plupart de ses grands rôles pour RCA, avec laquelle elle était sous contrat exclusif depuis le début des années 1960.
Elle a été mariée à deux reprises, d'abord au metteur en scène et réalisateur Mario Lanfranchi (de 1957 à 1973), puis à Robert W. Sarnoff, un directeur de production de RCA (de 1974 à 1997).

## Discographie sélective

### Intégrales
- Falstaff (EMI, 1956)
- La Bohême (EMI, 1956) le rôle de Musetta
- Don Giovanni (EMI, 1956)
- Le Nozze di Figaro (EMI, 1959)
- Il Filosofo di Campagna (EMI, 1959)
- Madama Butterfly (RCA, 1957)
- La Traviata (RCA, 1960)
- La Bohême (RCA, 1961) le rôle de Mimi
- La Serva Padrona (RCA, 1962)
- Rigoletto (RCA, 1963)
- Manon (sélection RCA, 1963)
- Manon Lescaut (sélection 1963)
- Luisa Miller (RCA, 1964)
- Orfeo ed Euridice (RCA, 1965)
- Lucia di Lammermoor (RCA, 1965)
- La Rondine (RCA, 1966)
- Carmen (Eurodisc, 1970)
- Hansel und Gretel (Eurodisc, 1971)
- Iphigenie in Aulis (Eurodisc, 1972)
- La Juive (sélection RCA, 1974)
- Thais (RCA, 1974)
- Die Schöne Helena (Philips, 1975)
- L'Amore dei tre re (RCA, 1977)

### Récitals
- Coloratura Arias (Donizetti, Bellini, Rossini, Verdi), Philharmonia Orchestra, Colin Davis (dir.), Columbia, 1959.
- Arias from Faust, La Bohème, Dinorah, Carmen, Semiramide, Turandot, Lakmé, Orchestre de l'Opéra de Rome, Tullio Serafin (dir.), RCA, 1960.
- A Verdi Collaboration, Orchestre de la RCA Italiana, Franco Ferrara (dir.), RCA, 1962.
- Canteloube, Villa-Lobos, Rachmaninoff, American Symphony Orchestra, Leopold Stokowski (dir.), RCA, 1964.
- La mia voce per Venezia (mélodies de Bellini, Verdi, Rossini, Donizetti) (33 tours, Saint Martin Records, 1970)

## Filmographie
- 1956 : Falstaff (téléfilm)
- 1956 : Madame Butterfly (Madama Butterfly) de Mario Lanfranchi (opéra pour la télévision)
- 1956 : La sonnambula de Mario Lanfranchi (opéra pour la télévision)
- 1960 : Austerlitz d'Abel Gance : La Grassini
- 1962 : La serva padrona de Mario Lanfranchi (opéra pour la télévision) : Serpina
- 1965 : Ménage à l'italienne (Ménage all'italiana) de Franco Indovina : Giovanna
- 1968 : La traviata de Mario Lanfranchi : Violetta Valery
- 1969 : Una storia d'amore de Michele Lupo : Evy
- 1970 : Les Derniers Aventuriers (The Adventurers) de Lewis Gilbert : Dania Leonardi
- 1970 : Il divorzio de Romolo Guerrieri : Elena
- 1970 : Une jeune fille nommée Julien (La ragazza di nome Giulio) de Tonino Valerii : Lia
- 1970 : Le Week-end des assassins (Concerto per pistola solista) de Michele Lupo : Barbara Worth
- 1971 : Die Csárdásfürstin (de) de Miklós Szinetár (hu) : Sylva Varescu